# Николаев, Пётр Иванович
Пётр Иванович Николаев (10 января 1913 (28 декабря 1912), Одесса — 18 января 1996) — советский учёный в области машин и аппаратов микробиологического производства, доктор технических наук, профессор, заслуженный деятель науки и техники РСФСР, лауреат Государственной премии СССР (1971).

## Биография
Родился в Одессе 28 декабря 1912 года (по новому стилю — 10 января 1913 года) в семье рабочих.
В 1939 году поступил в МИХМ (Московский институт химического машиностроения).
Участник войны с августа 1941 года, командир роты подвижных средств связи 96 отдельного полка связи 50-й армии. Награждён орденом Красной Звезды (07.01.1944) и двумя медалями «За отвагу» (16.05.1943, 02.01.1944).
После окончания МИХМ (1948) работал там же: ассистент, старший преподаватель, доцент, профессор кафедры «Процессы и аппараты химической технологии», в 1967—1981 гг. проректор по научной работе, в 1968—1985 гг. первый заведующий кафедрой машин и аппаратов микробиологического производства.
Доктор технических наук (1966).
Один из основоположников советской промышленной биотехнологии и микробиологической промышленности. Разработал научные основы инженерных методов расчета процессов и аппаратов химических производств, автор технологии получения белковых кормовых веществ из углеводородов нефти, руководил проектированием комплексов для промышленного производства кормовых дрожжей, антибиотиков, пищевых добавок, уксусной кислоты, белково-витаминных концентратов.
Подготовил 20 кандидатов наук.
Заслуженный деятель науки и техники РСФСР (1973).
Лауреат Государственной премии СССР (1971) — за разработку научных основ микробиологического получения белковых веществ из углеводородов нефти.
Похоронен на Старом Долгопрудненском кладбище.
Сочинения:
- Процессы и аппараты химической и нефтехимической технологии [Текст] : [Учебник для механ. фак. технол. ин-тов и ин-тов хим. машиностроения] / А. Н. Плановский, П. И. Николаев. — Москва : Гостоптехиздат, 1960. — 551 с. : черт.; 23 см.
- Процессы и аппараты химической и нефтехимической технологии [Текст] : [Учебник по специальности «Машины и аппараты хим. производств»] / А. Н. Плановский, П. И. Николаев. — 2-е изд., перераб. и доп. — Москва : Химия, 1972. — 493 с. : ил.; 22 см.
- Процессы и аппараты химической и нефтехимической технологии : [Учеб. для вузов по спец. «Машины и аппараты хим. пр-в»] / А. Н. Плановский, П. И. Николаев. — 3-е изд., испр. и доп. — Москва : Химия, 1987. — 495,[1] с. : ил.; 23 см.
- Николаев П. И. и др. Промышленная микробиология: Учебное пособие для вузов. — М.: Высшая школа. 1989.